# Hege Ludvigsen
Hege Ludvigsen (* 28. Januar 1964) ist eine ehemalige norwegische Fußballspielerin, die als Torhüterin agierte.

## Karriere

### Verein
Ludvigsen spielte im Seniorinnenbereich einzig für den in Jeløya (Gemeinde Moss) in der Provinz Østfold ansässigen Sprint/Jeløy SK. Mit der Mannschaft gewann sie – noch vor Einrichtung einer eingleisigen ersten Liga 1987 – die Meisterschaft ein Jahr zuvor und viermal (in Folge) den nationalen Vereinspokal.

### Nationalmannschaft
Für die Nationalmannschaft bestritt Ludvigsen in einem Zeitraum von drei Jahren 13 Länderspiele. Sie debütierte am 5. Juli 1987 in Blaine im Bundesstaat Minnesota bei der 0:3-Niederlage gegen die US-amerikanische Nationalmannschaft im Turnier um den Nordamerika-Pokal, das sie mit ihrer Mannschaft auf den dritten Platz abschloss. Zuvor gehörte sie dem Kader für die Europameisterschaft 1987 an, wurde jedoch im Turnier nicht eingesetzt. Vom 5. Juni bis zum 5. November 1988 bestritt sie neun Länderspiele, vier davon im FIFA-Frauen-Einladungsturnier in der Volksrepublik China, das ihre Mannschaft am Ende gewann. Des Weiteren bestritt sie die letzten drei Spiele der EM-Qualifikationsgruppe 1 sowie die beiden EM-Viertelfinalqualifikationsspiele gegen die Nationalmannschaft der Niederlande. Ihre letzten drei Länderspiele waren das in Freundschaft ausgetragene Länderspiel am 9. Juni 1989 in Ålesund beim 8:0-Sieg über die Nationalmannschaft Finnlands und die beiden Spiele in der Finalrunde der Europameisterschaft 1989. Mit der am 2. Juli in Osnabrück gegen die Nationalmannschaft Deutschlands erlittenen 1:4-Finalniederlage endete ihre Länderspielkarriere.

## Erfolge
Nationalmannschaft
- Europameister 1987 (ohne Turniereinsatz)
- Finalist Europameisterschaft 1989
- Sieger FIFA-Frauen-Einladungsturnier 1988 (inoffizielle Weltmeisterschaft)

Sprint/Jeløy SK
- Norwegischer Meister 1986
- Norwegischer Pokal -Sieger 1985, 1986, 1987, 1988